# Chaenorrhinum villosum
Chaenorhinum villosum – вид рослин родини подорожникові (Plantaginaceae).

## Опис
Багаторічна, залозисто-волосата рослина. Висота 10–45 см. Віночок діаметром 10–19 мм. Цвітіння: з березня по липень.

## Поширення
Алжир, Марокко, Південна Іспанія, Південно-Західна Франція. Рослина каменів і старих стін. Висота зростання: 0–1800 метрів.